# Andorra i olympiska vinterspelen 2002
Andorra deltog i olympiska vinterspelen 2002, Salt Lake City, USA. Andorra deltog med 3 deltagare, varav 2 var män och 1 var kvinna, alla deltog i alpin skidåkning men ingen av dessa tog några medaljer. Victor Gómez bar fanan under invigningen.

## Alpin skidåkning
Deltagare
- Storslalom
  - Alex Antor - 36
  - Victor Gómez -39
  - Vicky Grau - Körde ur
- Slalom
  - Alex Antor - Körde ur
  - Vicky Grau - 24